# Femörefortet
Femörefortet (eller Femöre fort) är en lätt kustartillerianläggning nedsprängd i berget under halvön Femöre sydöst om Oxelösund i Södermanlands län. Anläggningen är sedan 2003 ett museum och öppet för besök.

## Historia

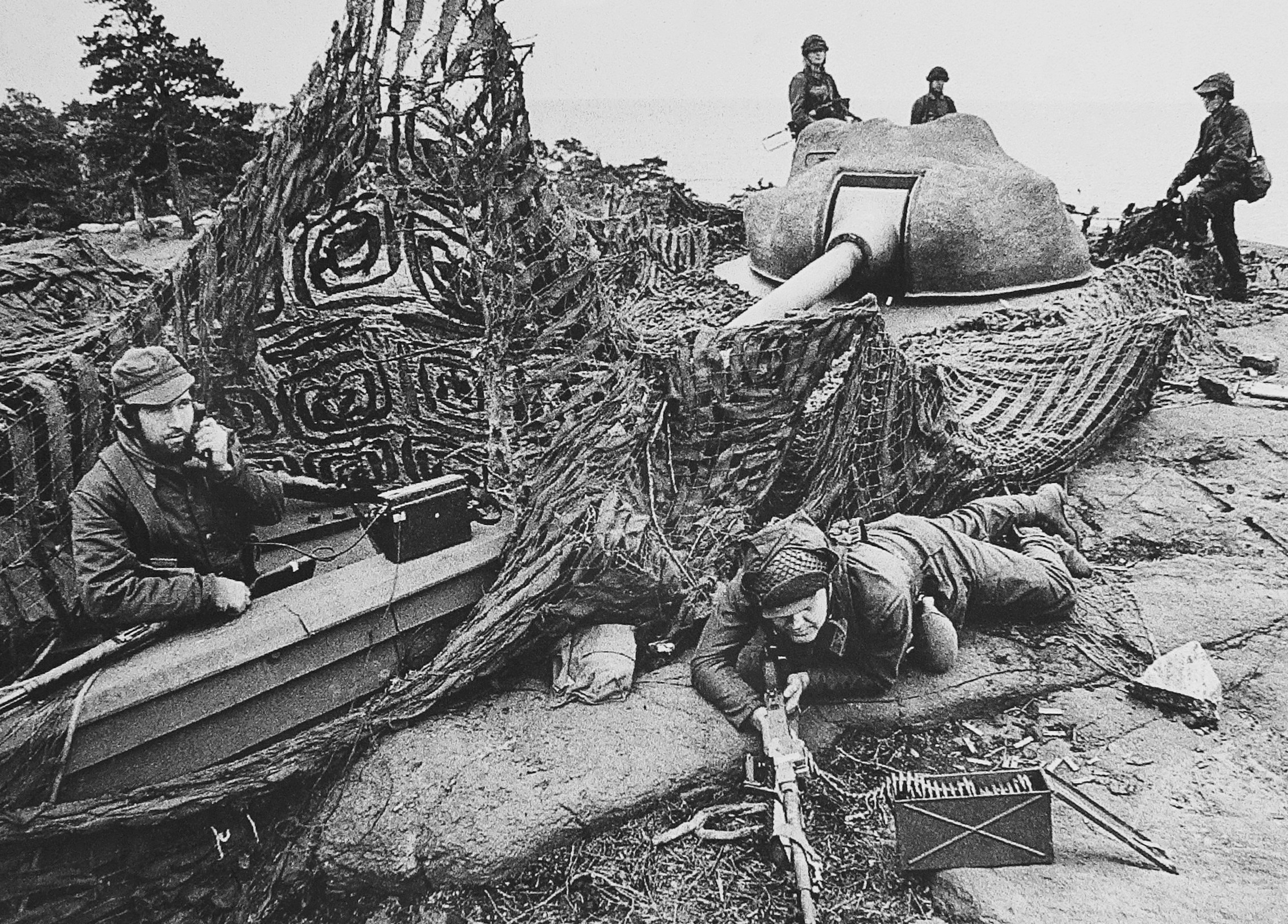
En övning på 1960-talet.

Femörefortet, uppkallat efter halvön den ligger på, ingick i en serie av 30 liknande anläggningar som byggdes under 1960- och 1970-talen längs med Östersjökusten som försvar mot anfall från Sovjetunionen och benämndes Batteri OD inom försvaret. 
Byggarbetena började 1961 och den första pjäsen var insatsklar 1963. Ett år senare var hela anläggningen färdigbyggd. Beväpningen bestod av tre 7,5 cm tornpjäs m/57 med en räckvidd på 13 kilometer och en eldhastighet på 25 skott per minut. Samtliga tre pjäser skulle i skarpt läge fyra mot samma mål. Pjäserna anordnades på tre platser längs södra sidan av halvön med ungefär 200 meter mellanrum och sammankopplades via en drygt 450 meter lång centraltunnel. 
Bemanningen utgjordes av 70 man, därav 10 officerare och 60 manskap. Fortet var självförsörjande med elström och vatten och hade en beräknad uthållighet på en månad. Här fanns stridsledningscentral, manskapsrum, sammanträdesrum, kök, verkstäder och sjukstuga. 1989–1990 byggdes två mindre skyddsrum för den externa skyddsstyrkan med plats för 10 man liggande eller 20 man stående. Över hela Femörehalvön uppfördes dessutom 42 ståvärn med plats för två soldater vardera. Att det skulle ha funnits ett skyddsrum för 13 000 personer, en ubåtbas eller ett komplett sjukhus var osanna rykten.
Hela anläggningen byggdes för att kunna motstå anfall med kemiska stridsmedel och taktiska kärnvapen. Anläggningen är 2 300 m² stor och de olika rummen sammanbinds av över 450 meter långa tunnlar. Övervakning av inloppet skedde med radar (PA 39/A med räckvidd 60 km) och optisk övervakning med hjälp av periskop. Som ett led i batteriets egetförsvar ingick så kallade skenmål i krigsorganisationen, bland annat två skenpjäser och en skenradar. Mellan 1962 och fram till nedläggningen 2003 var fortet avspärrat för allmänheten och strikt fotoförbud rådde.

## Slutet för krigsanvändningen
I slutet av 1980-talet moderniserades Femörefortet. I och med kalla krigets slut började Sveriges fasta kustförsvar avvecklas och 1994 utfördes en sista övning här ute. Sista gången som kanonerna testades var 1990. Fortet utgick ur krigsorganisationen 1997 och skulle planenligt ha återställts (alltså komplett rivning) år 2003. Den ideella Föreningen Femörefortet som bildades år 2004 såg till att stora delar av det tidigare topphemliga fortet bevarades och öppnades för allmänheten som museum i samband med guidade visningar. Föreningen driver  verksamheten vid Femörefortet på Oxelösunds kommuns uppdrag.

## Bilder

Interiör
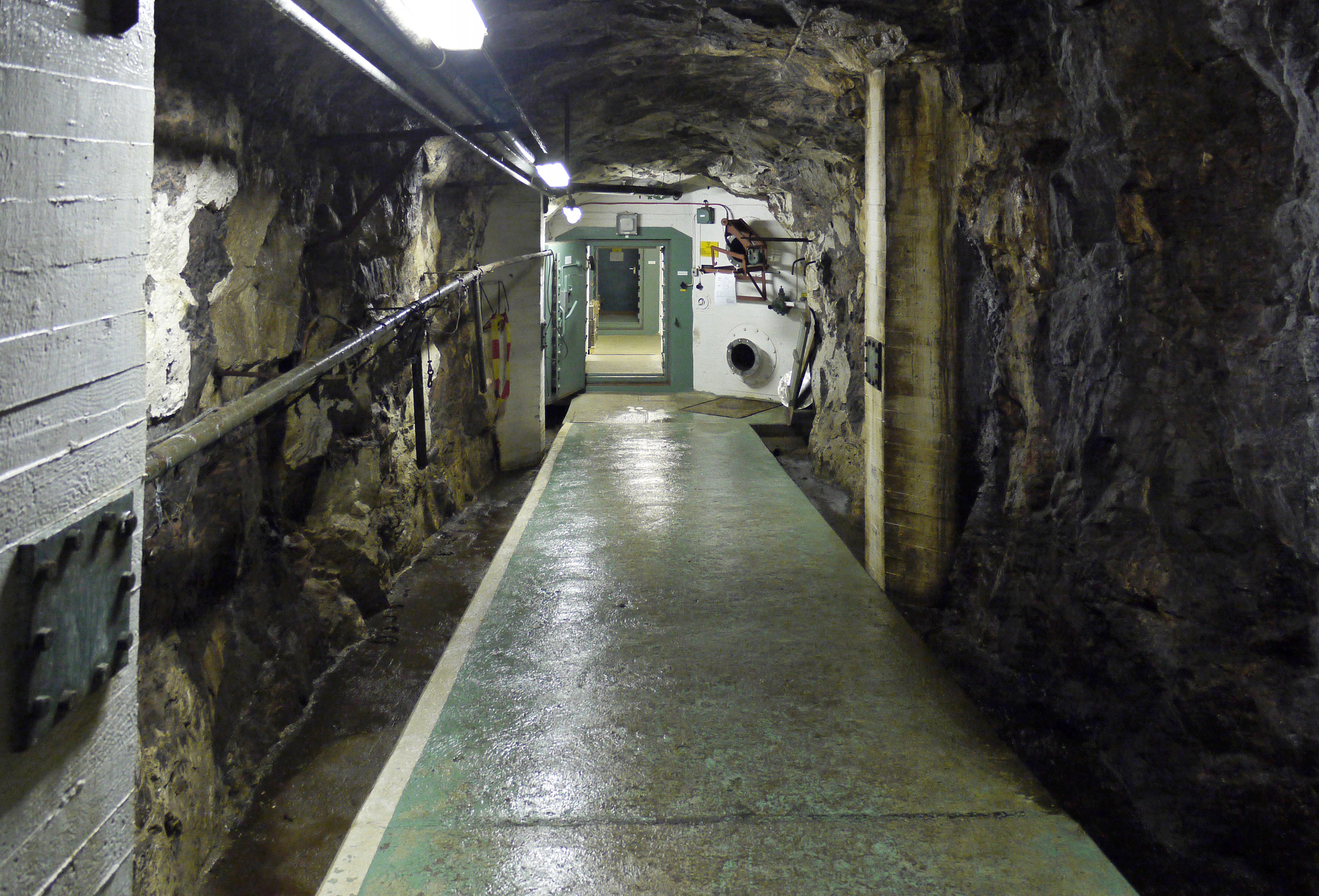
Ingången
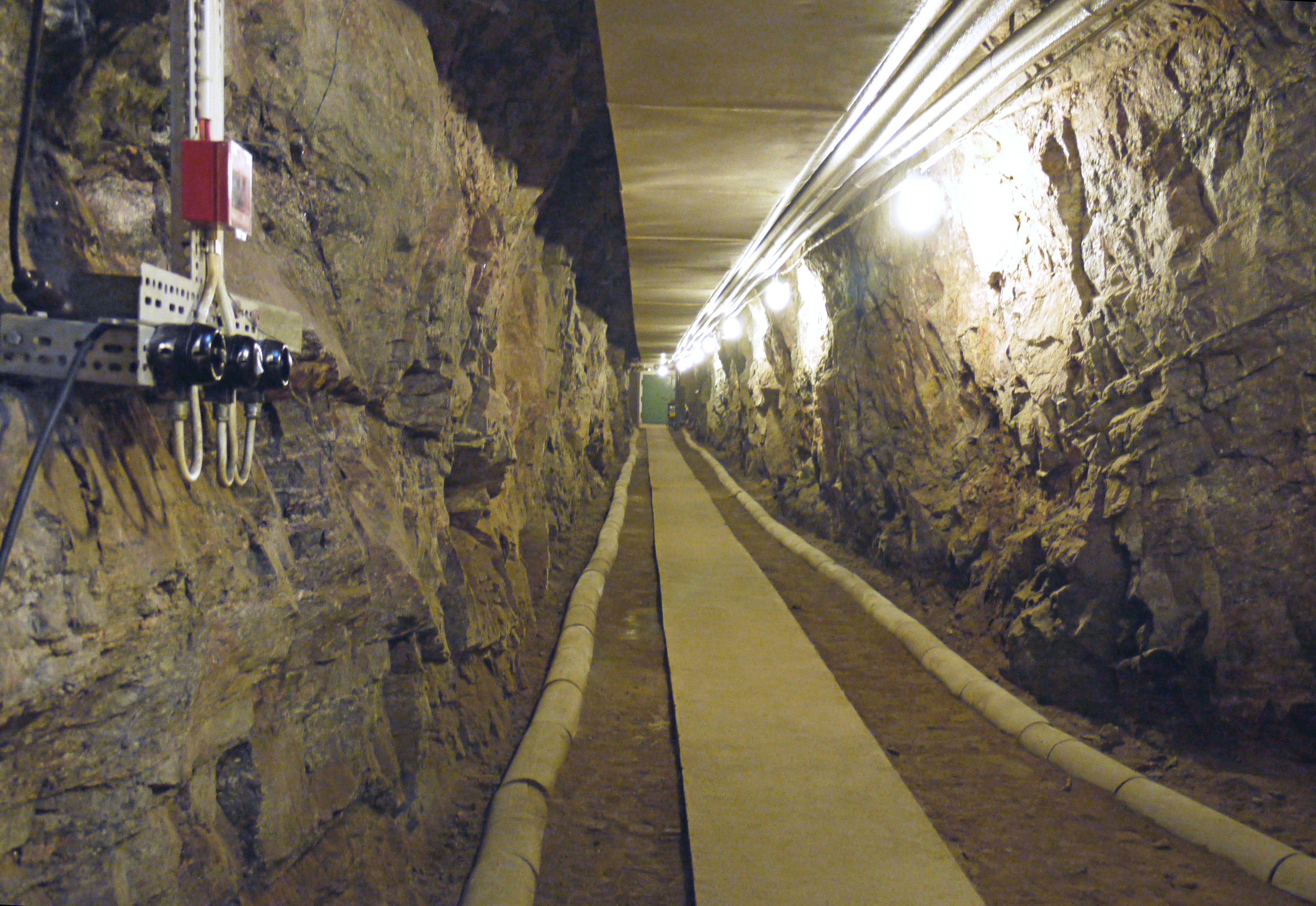
En av tunnlarna
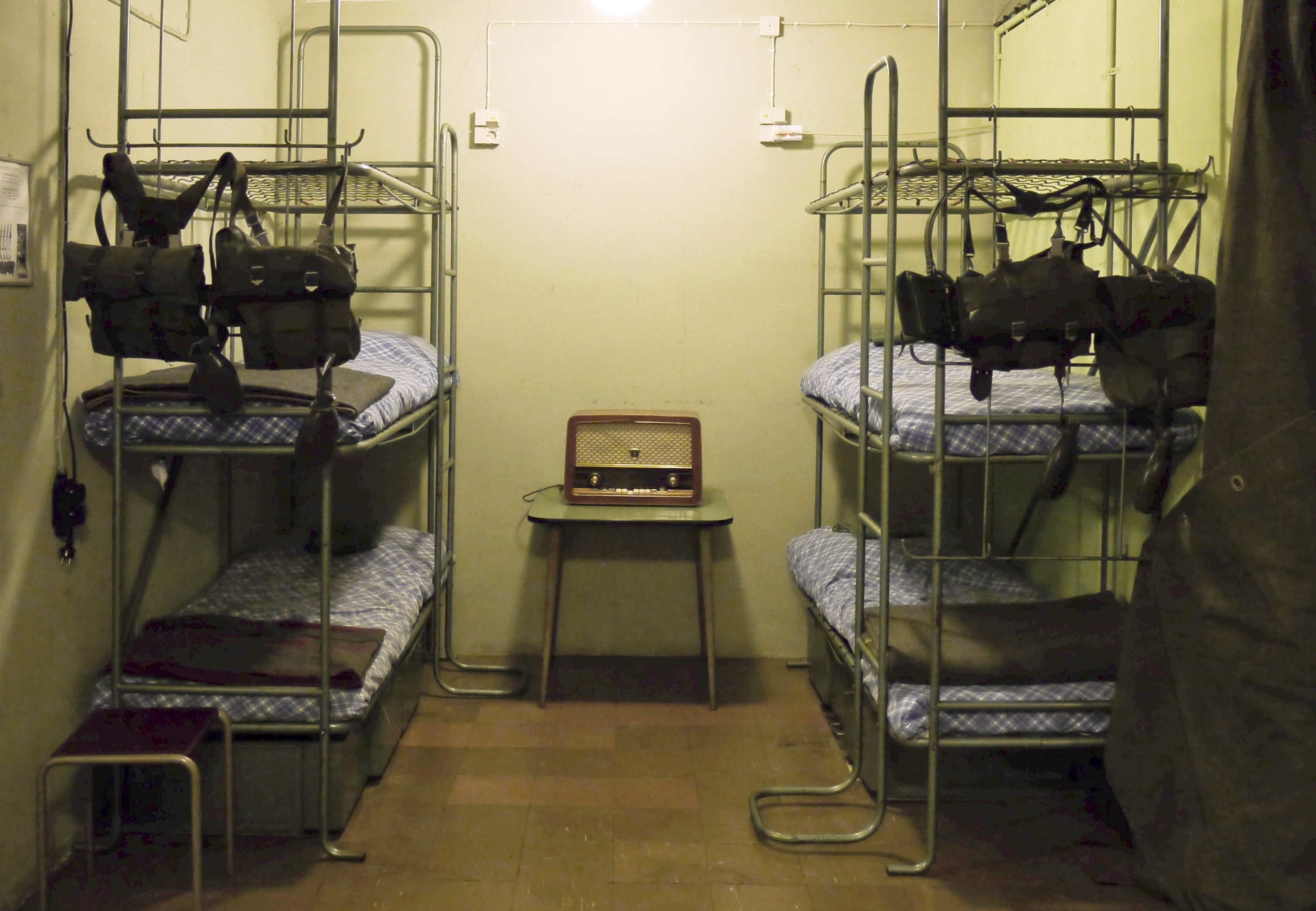
Förläggning
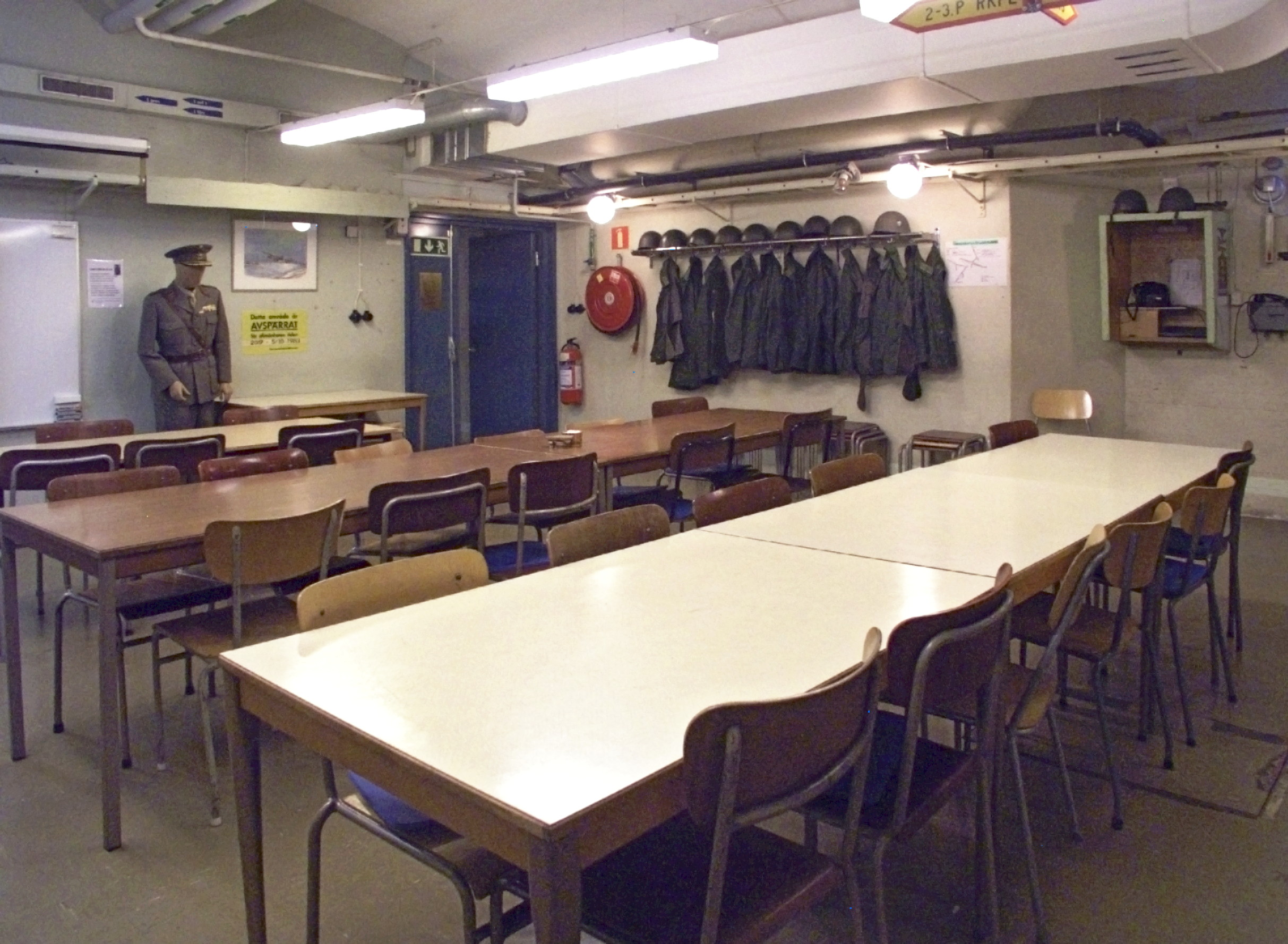
Mötesrum
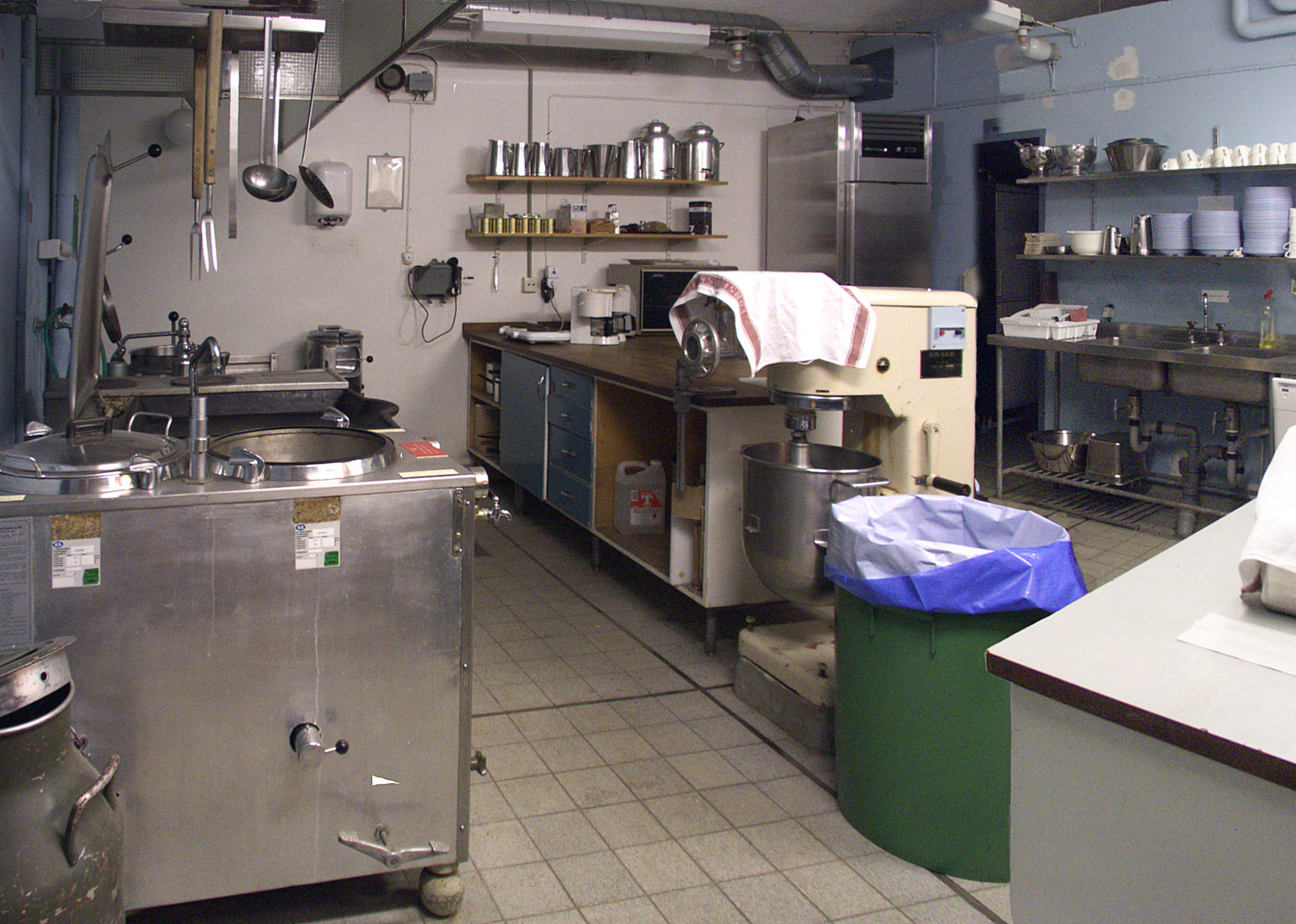
Köket

Exteriör
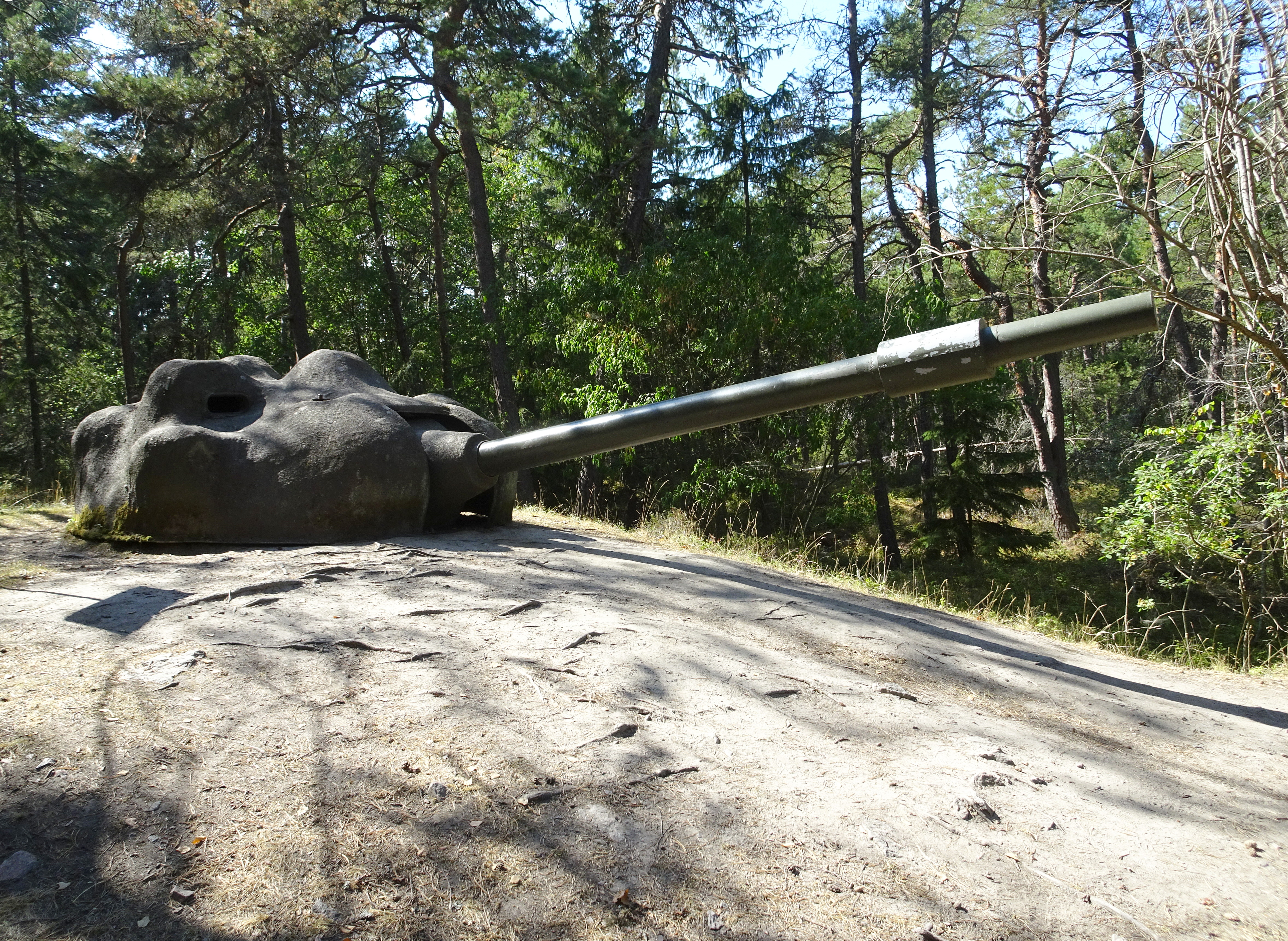
En av fortets båda skenpjäser
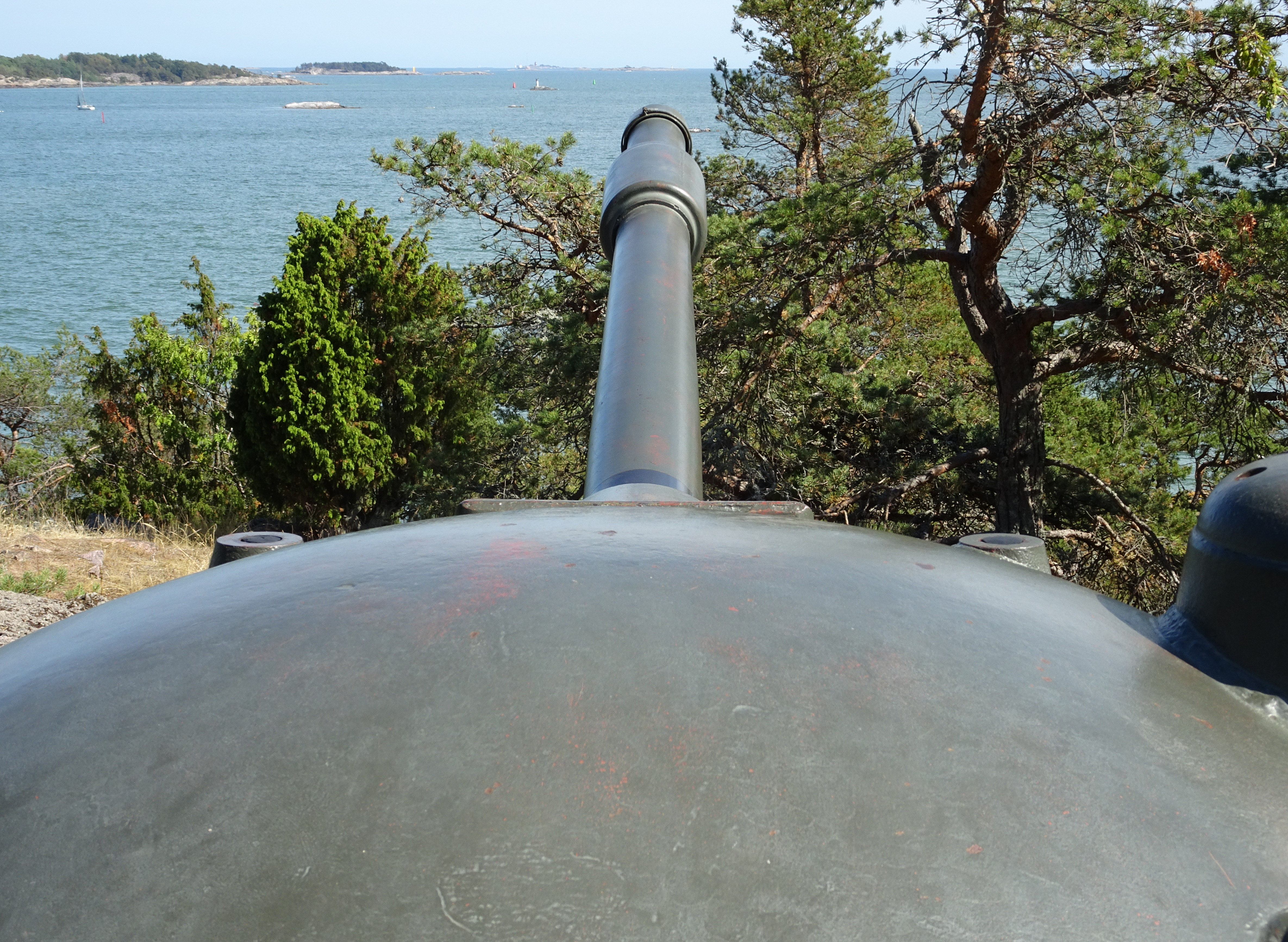
7,5 cm halvautomatisk sjömålspjäs m/57
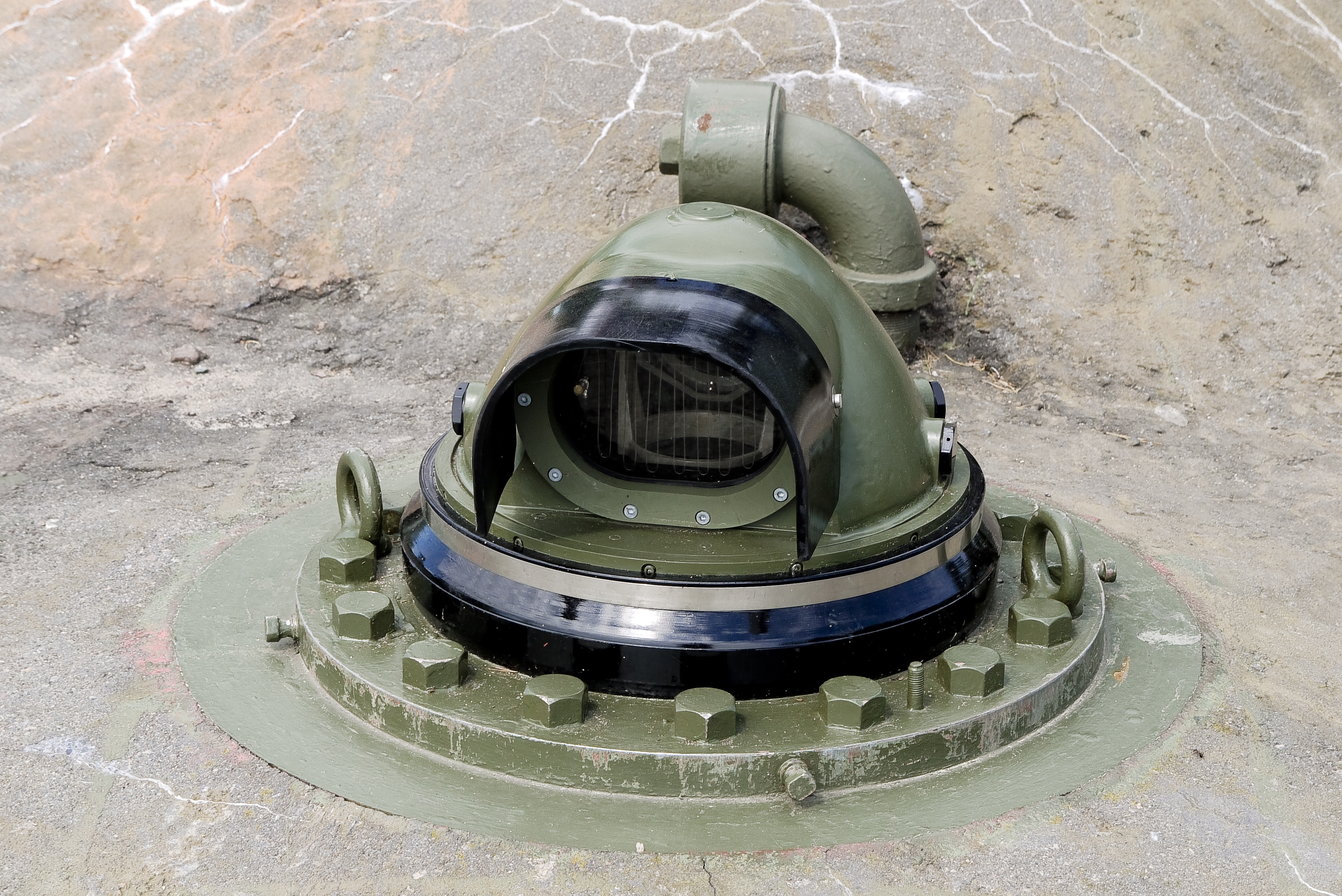
Periskophuvud
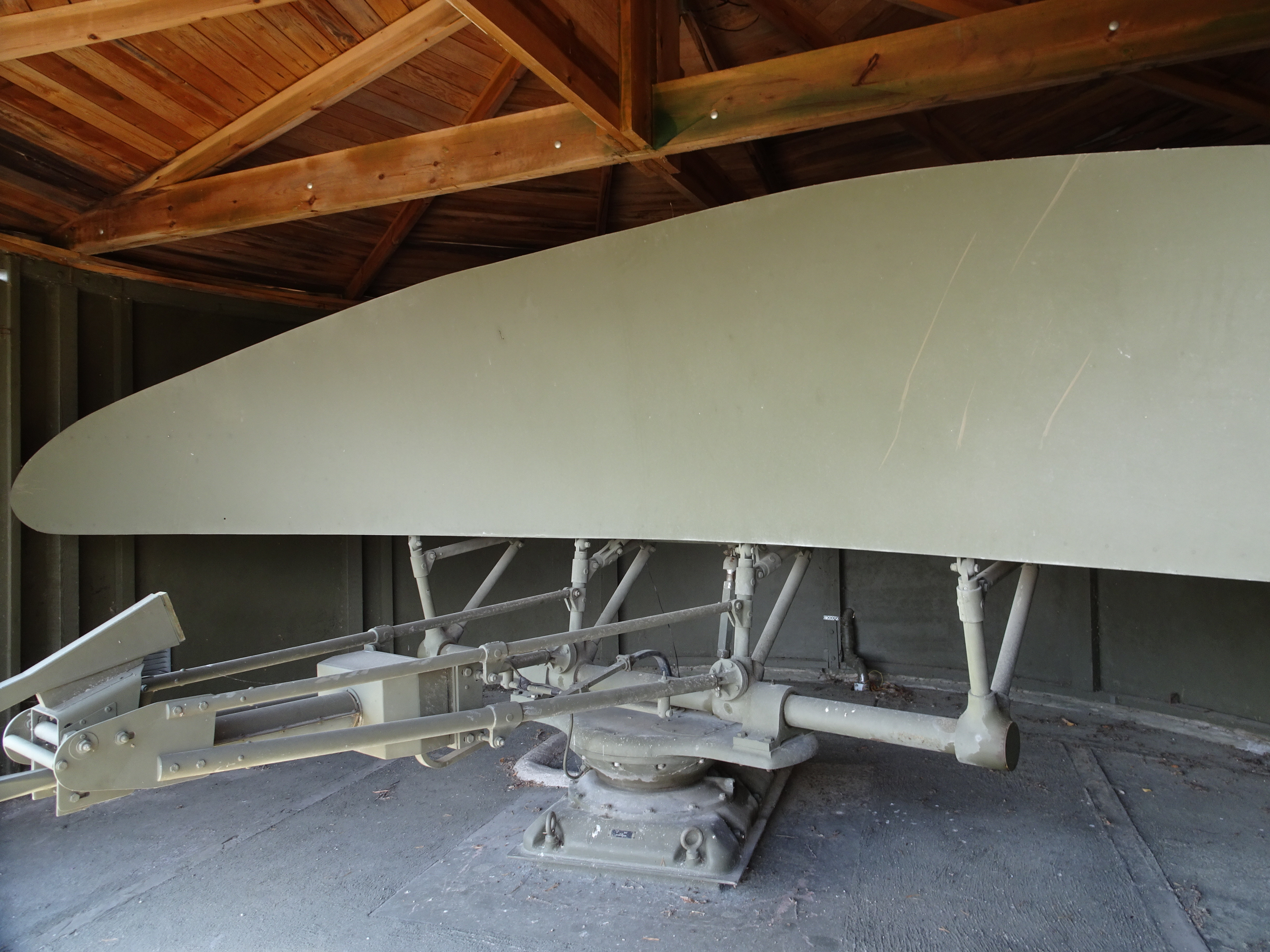
Radarstation PA 39/A (under skyddstak)
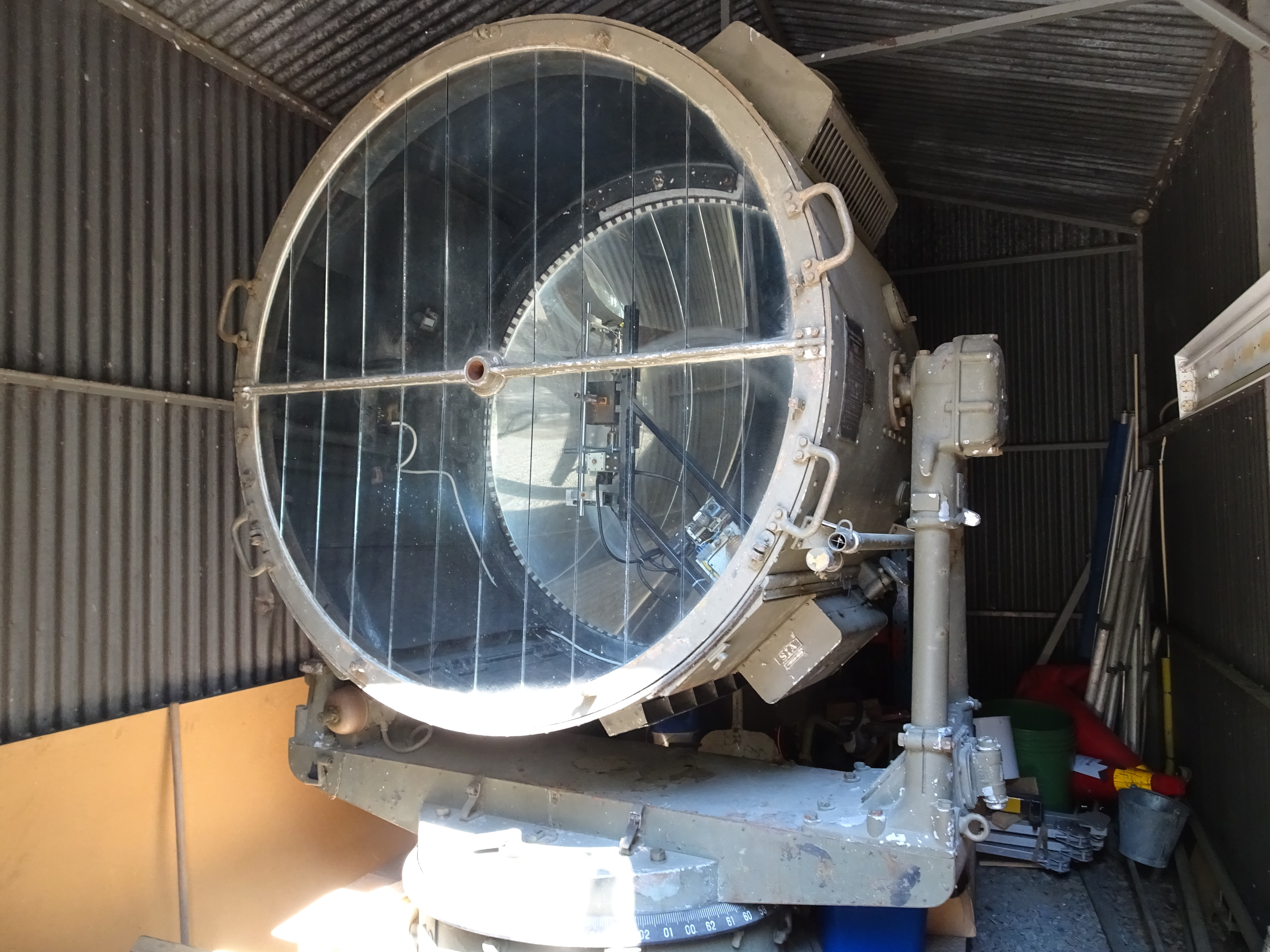
Luftvärnsstrålkastare (under skyddstak)